# Chillenden
Chillenden est un village du Kent, en Angleterre.